# Thompsonia affinis
Thompsonia affinis is een krabbezakjessoort uit de familie van de Thompsoniidae. De wetenschappelijke naam van de soort is voor het eerst geldig gepubliceerd in 1912 door Krüger.